# Јан Лукашијевич
Јан Лукашијевич (пољ. Jan Lukasiewicz; 21. децембар 1878 — 13. фебруар 1956) је био пољски логичар и математичар, филозоф, припадник лавовско-варшавске школе.
Изучавао је симболичку логику, историју логике и металогичку проблематику. Познат је нарочито по реконструкцији логике стоика Аристотела. Творац тровалентне логике у којој исказ може имати једну од три вредности: истина, лаж и могуће (неутрално), и четворовалентне логике, у којој исказ може имати једну од четири вредности: истина, лаж, вероватно и није вероватно.
Главна дела су му: Елементи математичке логике, Филозофске напомене уз поливалентне системе рачуна ставова, Прилог историји логике ставова, Аристотелова силогистика с тачке гледишта модерне формалне логике.

## Живот
Одрастао је у Лавову и био је једино дете Павела Лукашијевича (пољ. Paweł Łukasiewicz), капетана у аустријској војсци, и Леополдине, ћерке државног службеника. Његова породица је била Римокатоличка.